# Haldwani-cum-Kathgodam
Haldwani-cum-Kathgodam é uma cidade e um município no distrito de Nainital, no estado indiano de Uttaranchal.

## Demografia
Segundo o censo de 2001, Haldwani-cum-Kathgodam tinha uma população de 129,140 habitantes. Os indivíduos do sexo masculino constituem 53% da população e os do sexo feminino 47%. Haldwani-cum-Kathgodam tem uma taxa de literacia de 69%, superior à média nacional de 59.5%: a literacia no sexo masculino é de 73% e no sexo feminino é de 65%. Em Haldwani-cum-Kathgodam, 14% da população está abaixo dos 6 anos de idade.